# Oetewalerstraat
De Oetewalerstraat is een doodlopende straat in Amsterdam-Oost, Dapperbuurt-Zuid.

## Ligging en geschiedenis
De straat kreeg in 1884 haar naam per raadsbesluit van de gemeente Nieuwer-Amstel. Het noordelijke, en dichtst bevolkte deel van die gemeente waaronder het gehele gedeelte op de rechter Amsteloever, werd in 1896 geannexeerd door de gemeente Amsterdam. Amsterdam had toen nog geen Oetewalerstraat, dus kon het haar naam bewaren. Amsterdam kende wel een Oetewalerweg (in 1878 omgedoopt in de Linnaeusstraat), kent een Oetewalerpad (direct ten zuiden van de straat) en de Oetewalerbrug. Straat, weg, pad en brug zijn vernoemd naar het dorpje Oetewaal dat al in 1658 opgeslokt werd door Amsterdam. 
Het straatje van circa 150 meter lengte ligt ingeklemd tussen de Linnaeusstraat en het talud aangelegd tijdens de Spoorwegwerken Oost in het spoortraject Station Amsterdam Muiderpoort en Station Amsterdam Amstel.

## Gebouwen
Huisnummers lopen op van 9 tot en met 111 (oneven) en 4 tot en met 48 (even). De bebouwing stamt grotendeels uit het eind van de 19e eeuw. Aan de noordzijde staan twee opmerkelijke gebouwen. Op de noordelijke hoek met de Linnaeusstraat staat het voormalige Burgerziekenhuis uit 1891 (in de 21e eeuw een stadsdeelkantoor en vanaf 2010 een hotel). Een bijbehorend paviljoen dienende tot afdeling chirurgie en polikliniek staat op huisnummers 47-74; eveneens 1891). Beide gebouwen zijn ontworpen door Dolf van Gendt in een 19e-eeuwse neorenaissancestijl. Alhoewel de gebouwen, inclusief het ziekenhuis zelf aan de Domselaerstraat, in de rubriek belangrijke architectuur zijn ingeschat, zijn het geen gemeentelijke of rijksmonumenten. Daartussen staat nieuwere bouw. De zuidkant van de straat is geheel volgebouwd met woningen onder meer ontworpen door A.Th. Kraaij en J.C.L. Gerke.

## Kunst
Er is een aantal artistieke kunstwerken te zien aan de straat:
- het beeld Muziek en vreugde van Bart van Hove staat in de tuinen van het hotel, te bereiken via de Oetewalerstraat;
- in diezelfde tuinen is een fontein van roestvast staal te bewonderen, maker en datering onbekend, uit de tijd van het Stadsdeelkantoor
- Oute Waal (1996) van Ingrid Pasmans is geplaatst tegen een keermuur bij het bijgebouw van het Burgerziekenhuis
- portieken 16 en 48 hebben fraai tegelwerk.

## Openbaar vervoer
De straat is te nauw voor enig openbaar vervoer, bovendien is ze in de loop der jaren doodlopend gemaakt. De hoofdverkeersroute is hier de Linnaeusstraat met een tram (19) en buslijn (41).

## Afbeeldingen

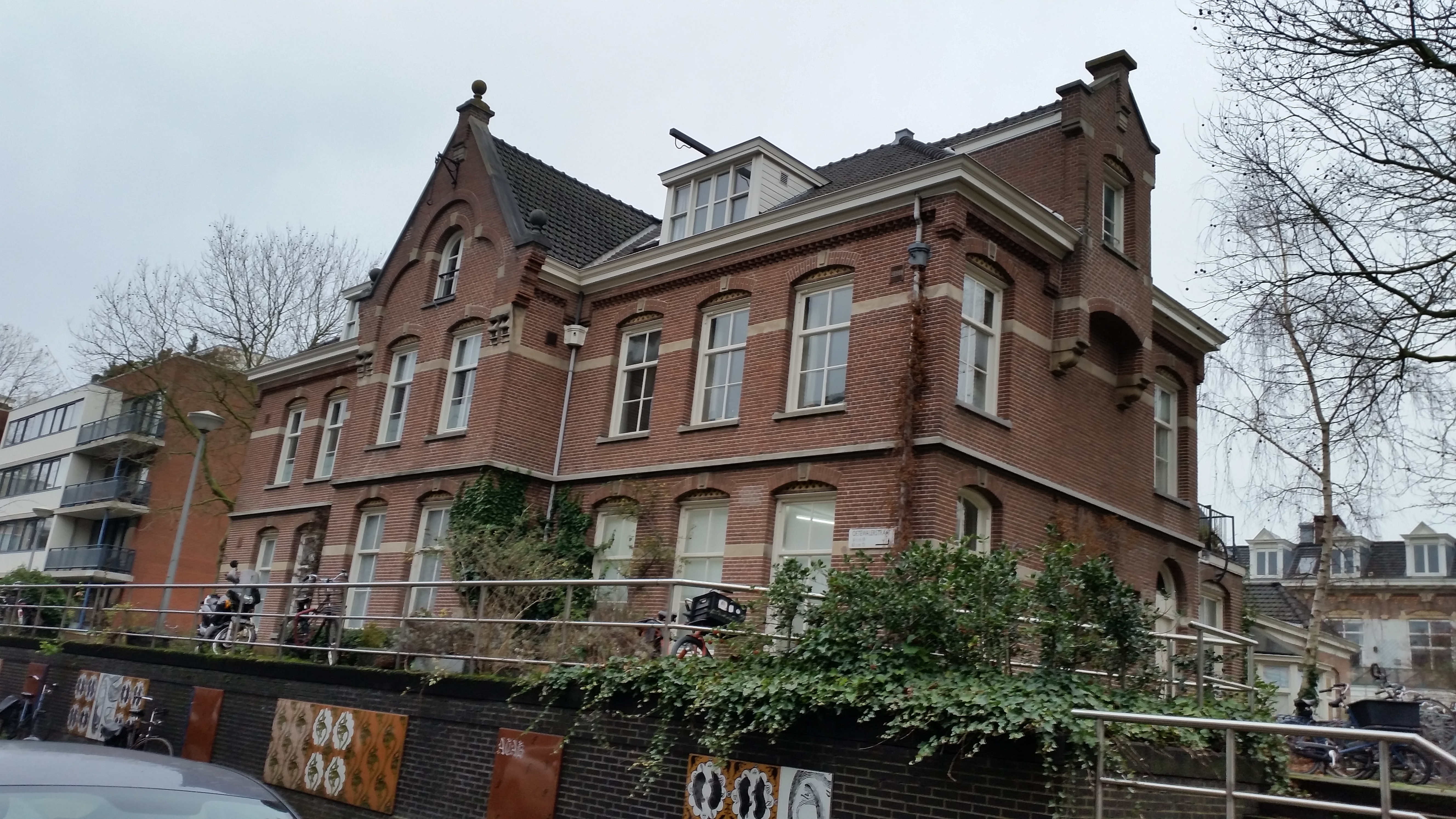
Voormalig Burgerziekenhuis afdeling chirurgie met daaronder Oute Waal (december 2019)
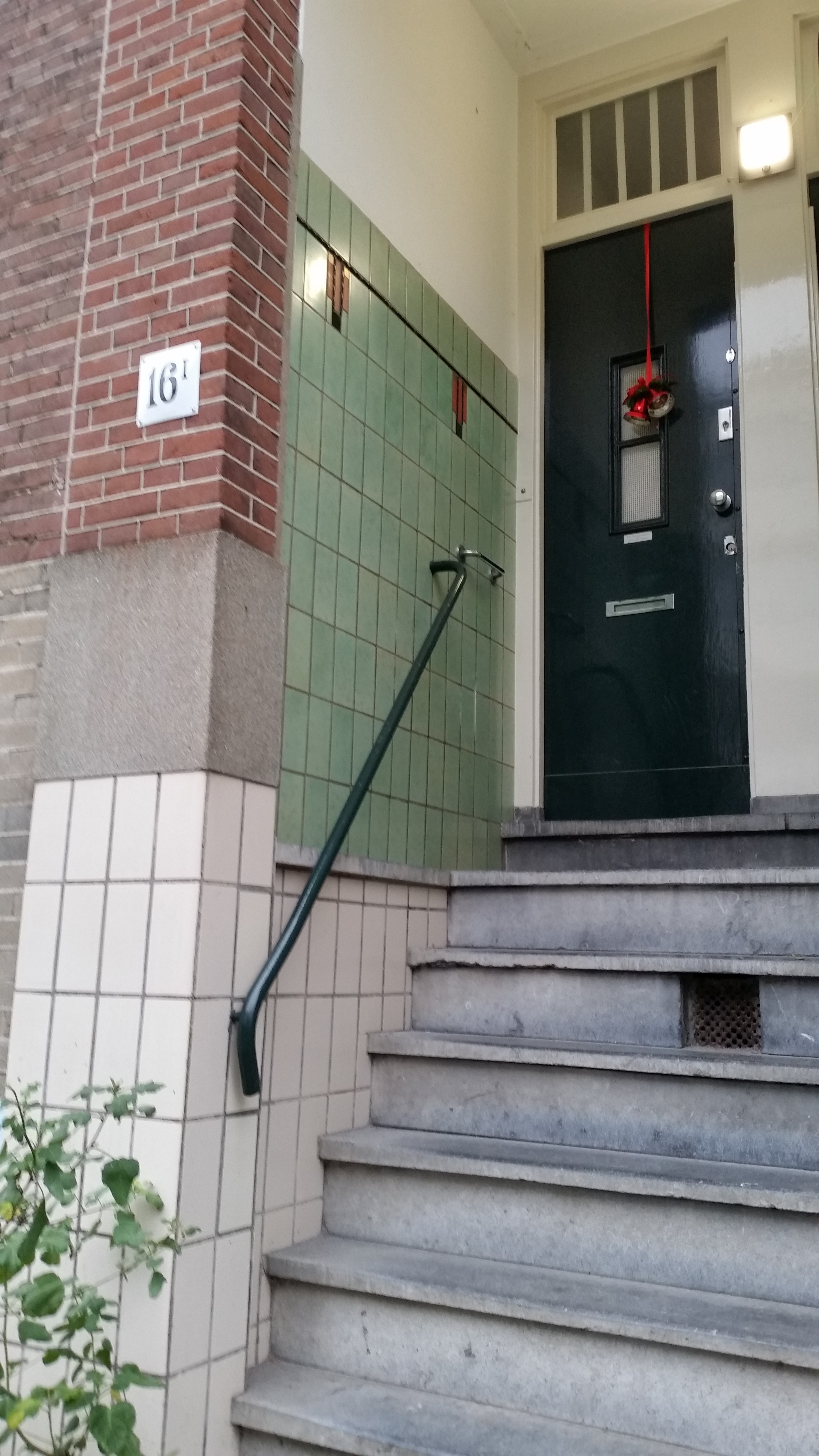
Tegelwerk huisnummer 10 (december 2019)
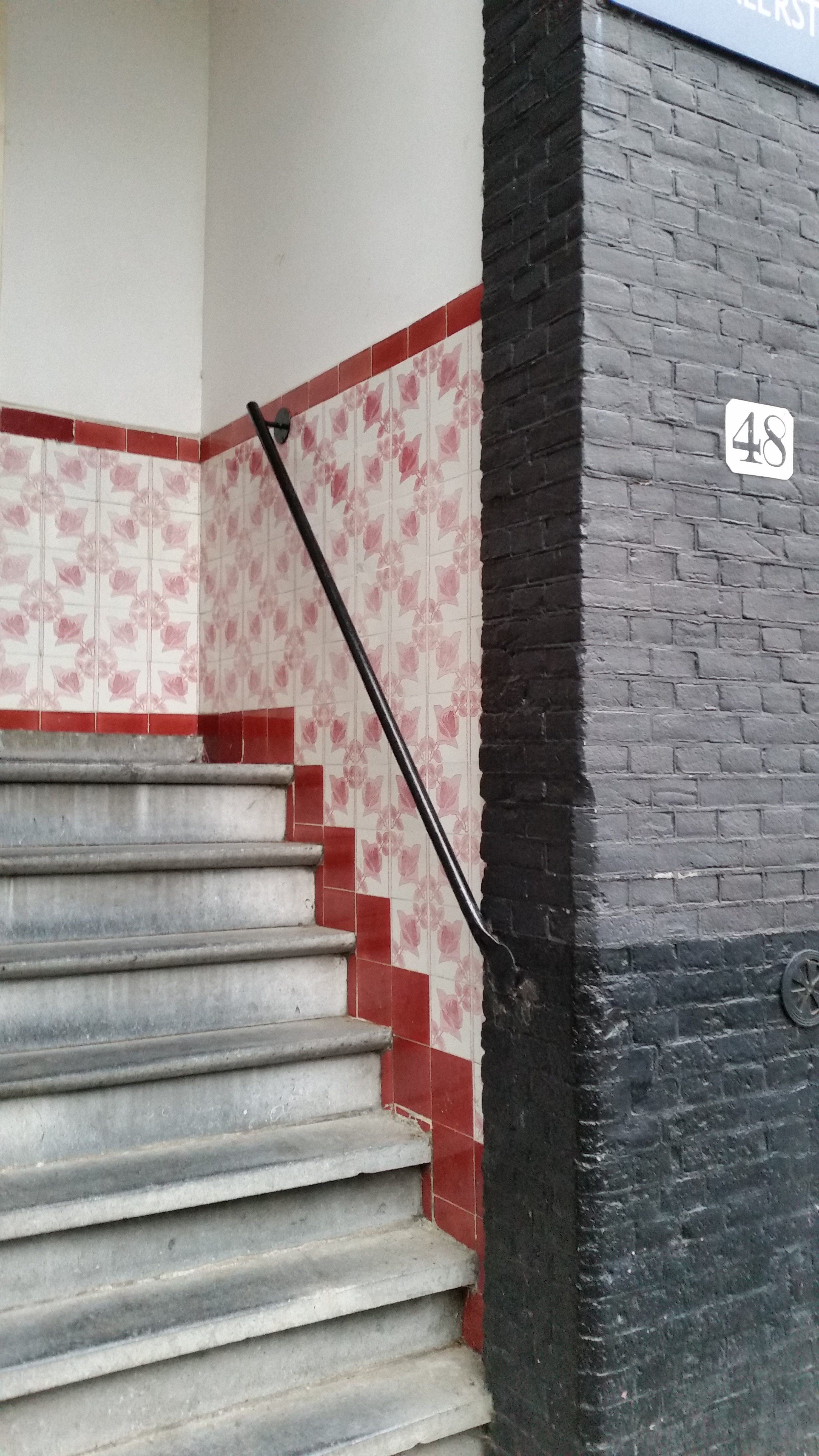
Tegelwerk huisnummer 48 (december 2019)
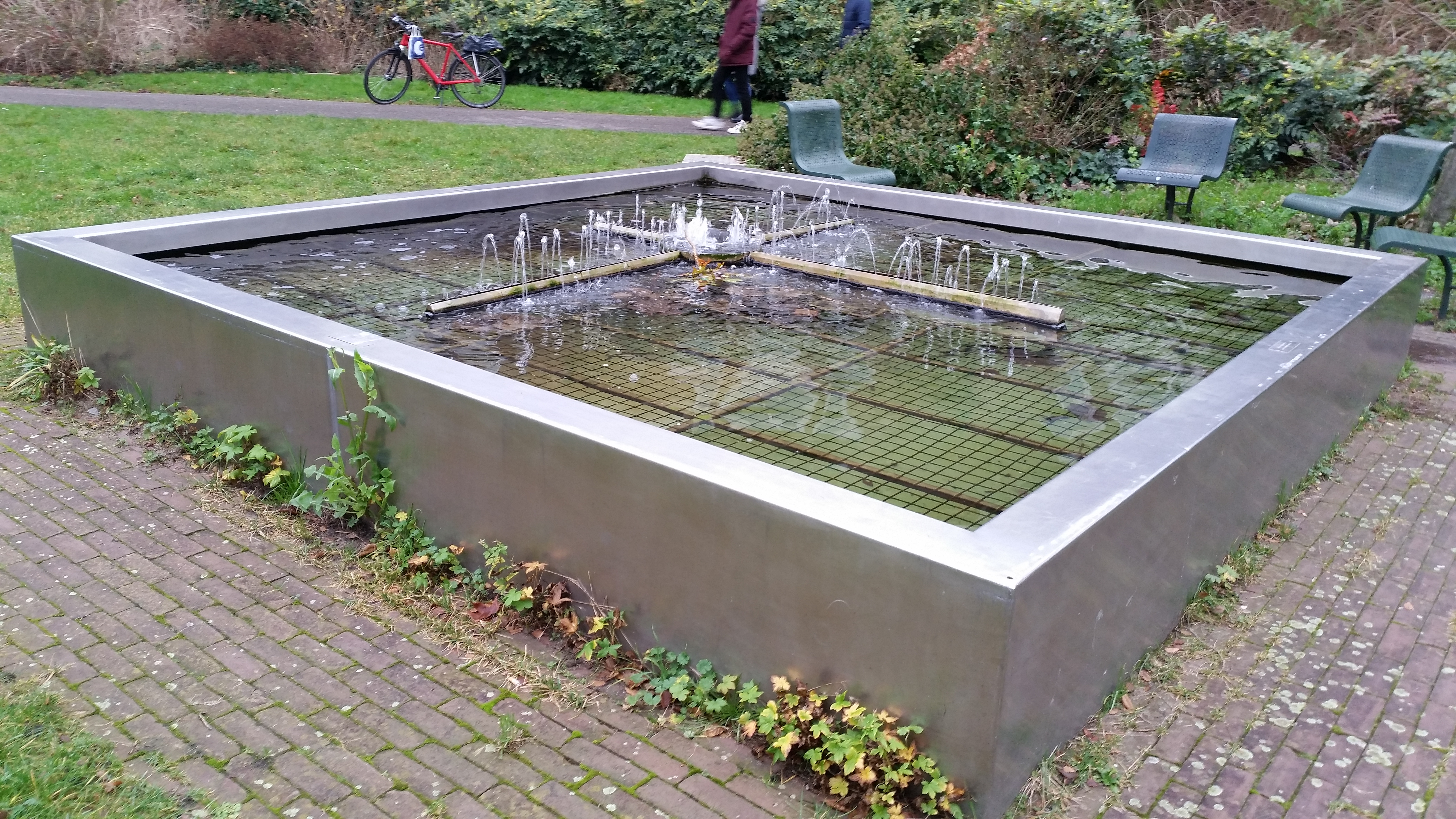
Fontein (december 2019)

1. ↑  Monumenten Inventarisatie Project: Oetewalerstraat 47-73, Monumenten Inventarisatie Project: Burgerziekenhuis